# Cacilda Borges Barbosa
Cacilda Borges Barbosa (Rio de Janeiro, 18 de maio de 1914 - 6 de agosto de 2010) foi uma educadora musical, maestrina, compositora, pianista e brasileira de música erudita e, no início de sua carreira, também de música popular. Aluna de composição de Antônio Francisco Braga na Escola Nacional de Música, Cacilda pertence à geração de autores que estenderam sua produção entre 1940 e o início do século XXI. 
Tendo integrado a equipe de músicos que participaram dos projetos educacionais de Heitor Villa Lobos desde 1930, Cacilda chegou a dirigir o Serviço de Música do Rio de Janeiro, que Villa havia fundado, e foi a primeira diretora do atual Instituto Villa Lobos do Estado do Rio de Janeiro. Na década de 1950 foi professora de música de câmara da Escola Nacional de Música e, até os anos 1990, lecionou composição no Conservatório Brasileiro de Música, ritmoplastia na Escola de Dança do Teatro Municipal do Rio de Janeiro e deu aulas em muitas outras escolas de música de todo Brasil. 
Pioneira na utilização de música eletrônica em seu país, sua obra inclui séries de Estudos Brasileiros para canto, para piano e acordeão, balés, peças orquestrais e música de câmara, assim como dezenas de fugas instrumentais. A coleção de dioramas, peças de cunho didático para piano, tem ampla divulgação. Provavelmente sua peça mais conhecida é o coral Procissão da Chuva, com letra de Wilson Rodrigues, que integra o repertório de grande número de conjuntos vocais brasileiros. Seu estilo tem as peculiaridades da tradição carioca, com muita utilização do contraponto e a presença da melódica do chorinho.

## Obras
- Chibraseando
- Cota zero
- Lamentações onomatopaicas
- Missa em fugas
- Segunda missa brasileira
- Uirapiranga
- Fugas
- Tríptico
- Trio de Palhetas
- Estrela do Mar
- Rio de Janeiro - suíte para cordas
- Concerto para trombone
- Trio para trombones
- Solo para flauta doce e piano
- Fuga XIX
- Estudos brasileiros para piano
- Estudos brasileiros para canto, 2 vol.
- Estudos brasileiros para acordeon

### Pedagogia musical
- Educação musical através do teclado (com Maria de Lourdes Junqueira Gonçalves), 5 vol.
- Estudos de ritmo e som, nos níveis preparatórios, 1º, 2º, 3º e 4º anos
- Diorama para piano nos níveis preparatório, 1º, 2º e 3º anos